# Сегменты печени
Сегме́нт пе́чени — пирамидальный участок паренхимы печени, прилегающий к так называемой печёночной триаде: ветвь воротной вены 2-го порядка, сопутствующая ей ветвь собственной печёночной артерии и соответствующая ветвь печёночного протока. Сегмент имеет достаточно обособленные кровоснабжение, иннервацию и отток жёлчи. Сегменты печени формируются уже во внутриутробном периоде и определяются у новорождённых. Сегментарное строение печени впервые было описано французским хирургом и анатомом Клодом Куино в книге Le Foie: Études anatomiques et chirurgicales (1957).

## Схема сегментарного деления печени и классификация печёночных сегментов

Сегменты печени в по классификации Couinaud

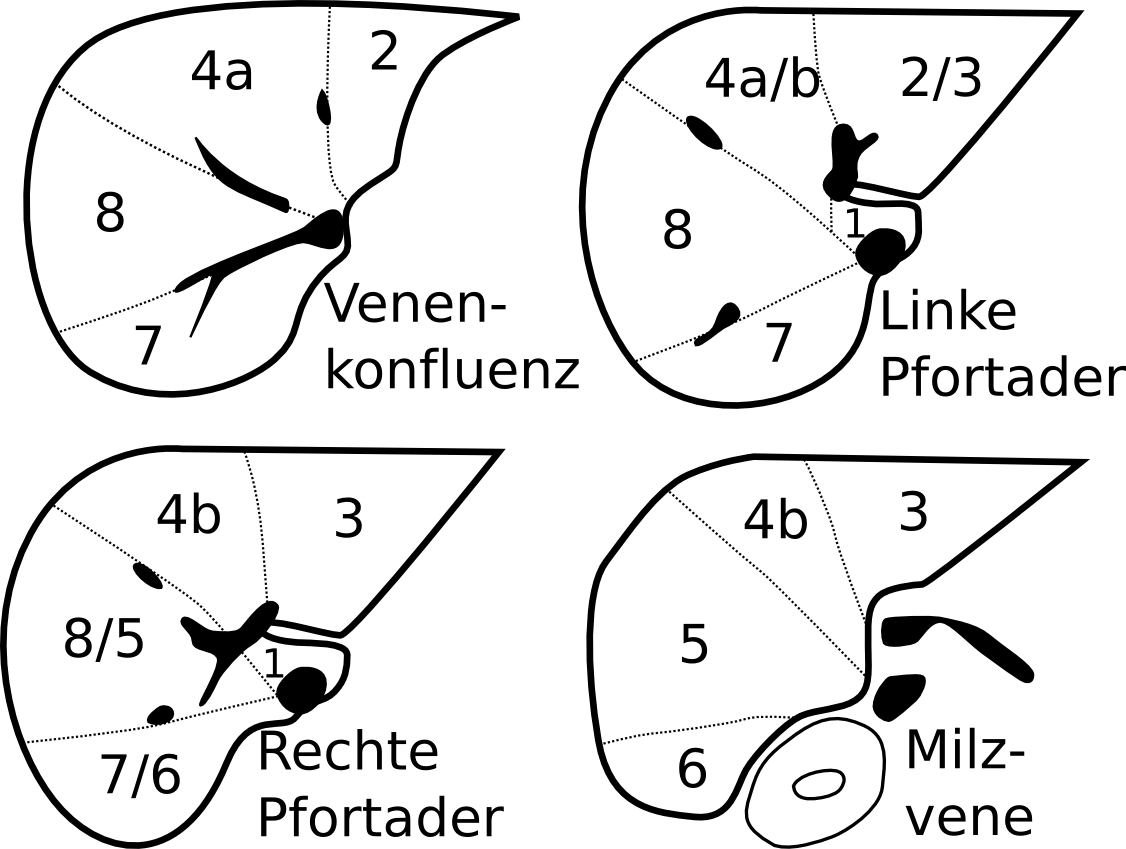
Сегменты печени в аксиальной плоскости на разных уровнях (нем.)

Наиболее распространённой в настоящее время является схема сегментарного деления печени по портальной системе, предложенная Куино (Couinaud) в 1957 году, по которой печень разделяют на 2 доли (правую и левую), 5 секторов и 8 наиболее часто имеющихся сегментов.

### Левая доля печени
В левой доле печени различают 3 сектора и 4 сегмента.

#### Левый дорсальный сектор
Содержит 1 сегмент (моносегментарный сектор):
- хвостатый сегмент левой доли (SI).

#### Левый латеральный сектор
Имеет 1 сегмент (моносегментарный сектор):
- задний сегмент левой доли (SII).

#### Левый парамедианный сектор
Образован 2 сегментами:
- передний сегмент левой доли (SIII);
- квадратный сегмент левой доли (SIV).

### Правая доля печени
Правая доля печени состоит из правого латерального и правого парамедианного секторов и включает 4 сегмента.

#### Правый латеральный сектор
Делится на 2 латеральных сегмента, не граничащих с левой долей:
- латеральный нижнезадний сегмент правой доли (SVI).
- латеральный верхнезадний сегмент правой доли (SVII)

#### Правый парамедианный сектор
В парамедианном секторе правой доли выделяют 2 средних сегмента, граничащих с левой долей:
- средний нижнепередний сегмент правой доли (SV);
- средний верхнепередний сегмент правой доли (SVIII).[3]

## Клиническое значение
- С клинической точки зрения разделение печени на сегменты необходимо для чёткой локализации очаговых изменений в её ткани.
- Так как границами секторов и сегментов печени являются малососудистые участки, где нет анастомозов между желчными протоками, а сосудистые анастомозы малочисленны, анатомические (сегмментарные) резекции печени следует производить по границам сектора или сегмента, подлежащего резекции. При нарушении этого условия возможно развитие обильного кровотечения из сосудов или же некроза краёв остающейся части печени[2].